# Saint-Thual
Saint-Thual je francouzská obec v departementu Ille-et-Vilaine v regionu Bretaň. V roce 2011 zde žilo 779 obyvatel.

## Vývoj počtu obyvatel
Počet obyvatel 